# Capillaria tenuissima (nématode)
Pour les articles homonymes, voir Capillaria tenuissima.
Espèce
Synonymes
- Trichocephalus tenuissima Rudolphi, 1809 (protonyme)

Capillaria tenuissima est une espèce de nématodes de la famille des Capillariidae, parasite de poissons.

## Hôtes
Capillaria tenuissima parasite l'Ombre commun (Thymallus thymallus), et les rapaces suivants :
- Buse pattue (Buteo lagopus)
- Buse variable (Buteo buteo)
- Chevêche d'Athéna (Athene noctua)
- Chevêchette d'Europe (Glaucidium passerinum)
- Chouette hulotte (Strix aluco)
- Chouette de l'Oural (Strix uralensis hondoensis)
- Chouette rayée (Strix varia)
- Effraie des clochers (Tyto alba)
- Épervier d'Europe (Accipiter nisus)
- Grand-duc d'Amérique (Bubo virginianus)
- Hibou des marais (Asio flammeus)
- Hibou moyen-duc (Asio otus)
- Hibou grand-duc (Bubo bubo)
- Harfang des neiges (Bubo scandiacus)
- Nyctale de Tengmalm (Aegolius funereus)
- Petit-duc d'Orient (Otus sunia)

## Taxinomie
L'espèce est décrite en 1809 par Karl Asmund Rudolphi sous le protonyme Trichocephalus tenuissima.